# Théorie Dezert-Smarandache
La théorie du raisonnement plausible et paradoxale de Dezert-Smarandache (connue sous l'acronyme anglais DSmT) étend la théorie Dempster-Shafer (DST) en permettant la combinaison formelle de n'importe quel type (certain, incertain, paradoxal) d'information avec un nouvel opérateur de fusion applicable pour une large classe de problèmes (problèmes à modèle libre, à modèle partiellement contraint, et à modèle totalement contraint - ce dernier servant de modèle de base du cadre de discernement sur lequel fut développée la DST).

## Historique
Les premiers fondements de la DSmT, basés sur le treillis de Dedekind (modèle libre), ont été proposés par Jean Dezert et Florentin Smarandache à la fin de 2001. La prise en compte des modèles hybrides (i.e. modèles avec contraintes) a été proposée en 2003. La DSmT permet de résoudre les problèmes de fusion d'informations, en particulier là où la règle de fusion de Dempster de la DST devient inopérante, non fiable ou contre-intuitive, spécialement lorsque les conflits (paradoxes) entre les sources deviennent importants et lorsque le raffinement du cadre de discernement est inaccessible à cause de la nature intrinsèquement vague ou continue de ses éléments à manipuler. Cette théorie est utilisée par exemple dans la modélisation de l'occupation des sols en contexte agricole, dans le calcul du risque d'avalanches ou encore dans la reconnaissance faciale,,,,,.